# 詹迪·莫拉
赫帝·莫亞-佩拉雷斯（加泰隆尼亞語發音：[ˈʒɔɾði muˈʎa j pəˈɾaləs]，1968年7月1日—），西班牙男演員、導演、製作人、作家和藝術家。他以電影《幸運星》（1997年）、《男得有情天》（1999年）和《索多玛执政官》（2009年）而三度入圍哥雅獎。莫拉雖然是一位西班牙人演員，但也出演大量的英國電影和好萊塢電影，如《绝地战警2》（2003年）、《伊莉莎白：輝煌年代》（2007年）、《騎士出任務》（2010年）和《星际传奇3》（2013年）。2019年出演電視劇《湯姆·克蘭西之傑克·萊恩》。他還導演過三部電影，並且出版過兩本著作。

## 外部連結
- Jordi Mollà在互联网电影资料库（IMDb）上的資料（英文）
- Jordi Mollà Artist Site （页面存档备份，存于）
- Artwork by Jordi Mollà （页面存档备份，存于）